# Nationalstraße 2A (Taiwan)
Die Nationalstraße 2A (chinesisch 國道二號甲線, Pinyin Guódào èr hào jiǎ xiàn, engl. National freeway 2A) ist eine geplante Autobahn in Taiwan. Die Autobahn soll ca. 4 Kilometer lang sein.

## Straßenbeschreibung
Die Nationalstraße 2A soll an der Provinzstraße 61 beginnen und dann in Richtung der Nationalstraße 2 weiterführen. Die Straße soll durch das Gebiet nördlich von Dayuan führen und als Verbindung der Provinzstraße 61 mit dem Flughafen Taiwan Taoyuan dienen.

## Planungen
Mit dem Bau wurde am 12. Mai 2018 begonnen und mit einer Fertigstellung wird bis November 2020 gerechnet. Die Eröffnung soll 2022 stattfinden.